# Абрамофф, Джек
Джек Аллан Абрамофф (Эйбрамоф или Абрамов, англ. Jack Allan Abramoff /ˈeɪbrəmɒf/; 28 февраля 1959, Атлантик-Сити, Нью-Джерси) — американский лоббист и бизнесмен, вовлечённый в ряд коррупционных скандалов.

## Биография
Родился 28 февраля 1959 года в еврейской семье. В возрасте 10 лет переехал в Калифорнию. Учился в школе города Беверли-Хиллз. Ортодоксальный иудей.

## Лоббистская деятельность
Абрамофф был очень опытным и эффективным лоббистом. Он лоббировал следующие проекты:
- фонд международной свободы в 1983—1996 годах защищал режим апартеида в ЮАР. Это дело принесло Абрамоффу не менее 1,5 млн долларов;
- срыв введения налогообложения казино в индейских резервациях (с 1995 года)[7]. Индейские племена заплатили Абрамоффу 83 млн долларов;
- защита властей Северных Марианских островов и местного бизнеса. Абрамоффу удалось сохранить за этой территорией статус зоны, свободной от налогов. Только власти территории заплатили Абрамоффу не менее 6,7 млн долларов;
- защита российской компании «Нафтасиб», в результате которой власти России смогли накануне дефолта 1998 года получить кредит МВФ;
- организация встречи Президента США Джорджа Буша-младшего с премьер-министром Малайзии Махатхиром Мохаммадом, который за это заплатил Абрамоффу 1,2 млн долларов.

## Уголовные дела
Был арестован в 2005 году по обвинению в подкупе ряда конгрессменов-республиканцев. В 2006 году признал себя виновным в уклонении от налогов, обмане клиентов и сговоре с целью подкупа должностных лиц, финансовых махинациях. Учитывая содействие суду, Абрамофф был приговорён к наименьшему сроку лишения свободы из возможных — 5 годам и 10 месяцам и выплате 21 млн долларов компенсаций (вместе со своим партнёром). Было установлено, что компания «SunCruz Casinos» владела 11 кораблями-казино, на которых игроки отправлялись из портов штата Флорида в нейтральные воды, где не действовали законы США, регулирующие индустрию азартных игр. Кидан и Абрамофф подделали документацию, свидетельствующую о том, что они вложили собственные 23 млн долларов в приобретение плавучих казино, на основании чего смогли получить кредит в 80 млн долларов под эту сделку.
В 2008 году Абрамоффа осудили на 4 года лишения свободы за нарушение лоббистского законодательства: предоставление должностным лицам дорогих подарков, обедов и ужинов в дорогих ресторанах, а также спортивно-туристических путешествий. В частности, Абрамофф финансировал поездки лидера республиканцев в Конгрессе Томаса Дэлея в Шотландию на отдых, предоставлял ему билеты на спортивные мероприятия и платил за его обеды и ужины в ресторанах.
В материале «О ситуации с правами человека в США — 2006», предоставленном Пресс-канцелярией Госсовета КНР, о деле Абрамоффа отмечается: «В 2006 году в политических кругах США разгорелся самый серьезный за последние десятилетия коррупционный скандал — т. н. „дело лоббистов“, главным фигурантом по которому стал Джек Абрамофф: уже 4 конгрессмена ушли в отставку и ещё более десятка находятся под следствием».
После своего осуждения Джек плотно сотрудничал со следствием, давая показания на бывших коллег-лоббистов и конгрессменов. В частности, его показания стали одним из ключевых эпизодов, приведших к отставке и заключению в тюрьму Боба Нея (англ. Bob Ney), бывшего лидером республиканского большинства в Палате представителей США.
В связи с делом Абрамоффа в 2006 году республиканец Рэнди Каннингем получил 8 лет тюрьмы за получение взяток на сумму 2,4 млн долларов, а в 2010 году Томасу Дэлею назначили 3 года тюрьмы за участие в преступном сговоре с целью отмывания денег.

## После освобождения
В начале июня 2010 года Абрамофф вышел на свободу и устроился на работу в кошерную пиццерию в г. Балтимор.

## Кинематограф
В 2010 году вышел в свет фильм «Казино Джек», повествующий о жизни Джека Абрамоффа. Самого бизнесмена сыграл Кевин Спейси.
Однако прежде, чем самому стать героем кинематографической истории, Абрамофф участвовал в кинематографе с другой стороны, спродюсировав фильмы «Красный скорпион» и «Красный скорпион 2», причём для первого он же написал сценарий.